# العلاقات المجرية الكوستاريكية
العلاقات المجرية الكوستاريكية هي العلاقات الثنائية التي تجمع بين المجر وكوستاريكا.

## مقارنة بين البلدين
هذه مقارنة عامة ومرجعية للدولتين:
| وجه المقارنة                                              | المجر                                                       | كوستاريكا                                 |
| --------------------------------------------------------- | ----------------------------------------------------------- | ----------------------------------------- |
| المساحة (كم2)                                             | 93.04 ألف                                                   | 51.10 ألف                                 |
| عدد السكان (نسمة)                                         | 9.78 مليون                                                  | 4.91 مليون                                |
| الكثافة السكانية (ن./كم²)                                 | 105.12                                                      | 96.09                                     |
| العاصمة                                                   | بودابست                                                     | سان خوسيه                                 |
| اللغة الرسمية                                             | لغة مجرية                                                   | اللغة الإسبانية                           |
| العملة                                                    | فورنت مجري                                                  | كولون كوستاريكي                           |
| الناتج المحلي الإجمالي (بليون دولار)                      | 139.14 مليار                                                | 57.06 مليار                               |
| الناتج المحلي الإجمالي (تعادل القوة الشرائية) بليون دولار | 260.42 مليار                                                | 74.98 مليار                               |
| الناتج المحلي الإجمالي الاسمي للفرد دولار أمريكي          | 12.36 ألف                                                   | 11.26 ألف                                 |
| الناتج المحلي الإجمالي للفرد دولار أمريكي                 | 25.07 ألف                                                   | 14.92 ألف                                 |
| مؤشر التنمية البشرية                                      | 0.828                                                       | 0.766                                     |
| رمز المكالمات الدولي                                      | +36                                                         | +506                                      |
| رمز الإنترنت                                              | .hu                                                         | .cr، قائمة نطاقات المستوى الأعلى للإنترنت |
| المنطقة الزمنية                                           | ت ع م+01:00، ت ع م+02:00، أوروبا/بودابست ‏، توقيت وسط أوروبا | 00                                        |

## منظمات دولية مشتركة
يشترك البلدان في عضوية مجموعة من المنظمات الدولية، منها:
| علم المنظمة | اسم المنظمة                               | تاريخ انضمام المجر | تاريخ انضمام كوستاريكا |
| ----------- | ----------------------------------------- | ------------------ | ---------------------- |
|             | الاتحاد البريدي العالمي                   | ?                  | ?                      |
|             | يونسكو                                    | 14 سبتمبر 1948     | 19 مايو 1950           |
|             | البنك الدولي للإنشاء والتعمير             | 7 يوليو 1982       | 8 يناير 1946           |
|             | منظمة التجارة العالمية                    | 1995               | ?                      |
|             | وكالة ضمان الاستثمار متعدد الأطراف        | 21 أبريل 1988      | 8 فبراير 1994          |
|             | الاتحاد الدولي للاتصالات                  | 1866               | 13 سبتمبر 1932         |
|             | منظمة الشرطة الجنائية الدولية             | ?                  | ?                      |
|             | مؤسسة التمويل الدولية                     | 29 أبريل 1985      | 20 يوليو 1956          |
|             | الأمم المتحدة                             | 14 ديسمبر 1955     | 2 نوفمبر 1945          |
|             | مؤسسة التنمية الدولية                     | 29 أبريل 1985      | 30 يونيو 1961          |
|             | الفريق المعني برصد الأرض                  | ?                  | ?                      |
|             | منظمة حظر الأسلحة الكيميائية              | ?                  | ?                      |
|             | المركز الدولي لتسوية المنازعات الاستشارية | 6 مارس 1987        | 27 مايو 1993           |

## وصلات خارجية
- موقع وزارة الخارجية المجرية
- موقع وزارة الخارجية الكوستاريكية